# TNA Hardcore Justice
TNA Hardcore Justice, wcześniej TNA Hard Justice – cykl gal pay-per-view wrestlingu produkowany przez federację Total Nonstop Action Wrestling (TNA, obecnie Impact Wrestling) w latach 2005–2012.
W chronologię wchodziło osiem wydarzeń nadawanych w systemie pay-per-view oraz trzy odcinki specjalne tygodniówki Impact Wrestling. Pierwsza gala odbyła się 15 maja 2005, w następnych latach wydarzenia Hard/Hardcore Justice odbywały się każdego sierpnia aż do 2015. Zakończenie chronologii jako corocznego wydarzenia pay-per-view ogłoszono w styczniu 2013.

## Lista gal
| Gala                                      | Data                                                                 | Miasto               | Arena                | Walka wieczoru | Źródło        |
| ----------------------------------------- | -------------------------------------------------------------------- | -------------------- | -------------------- | --- | ------------- |
| Hard Justice (2005)                       | 15 maja 2005                                                         | Orlando, Floryda     | Impact Zone          | Jeff Jarrett (c) vs. A.J. Styles Singles match z Tito Ortizem jako sędzią specjalnym o NWA World Heavyweight Championship                                                                                       | [ 2 ]         |
| Hard Justice (2006)                       | 13 sierpnia 2006                                                     | Orlando, Floryda     | Impact Zone          | Jeff Jarrett (c) vs. Sting Singles match o NWA World Heavyweight Championship | [ 3 ]         |
| Hard Justice (2007)                       | 12 sierpnia 2007                                                     | Orlando, Floryda     | Impact Zone          | TNA i IWGP World Heavyweight Champion Kurt Angle vs. TNA World Tag Team i TNA X Division Champion Samoa Joe Winner Takes All match                                                                              | [ 4 ]         |
| Hard Justice (2008)                       | 10 sierpnia 2008                                                     | Trenton, New Jersey  | Sovereign Bank Arena | Samoa Joe (c) vs. Booker T Six Sides of Steel Weapons match o TNA World Heavyweight Championship | [ 5 ]         |
| Hard Justice (2009)                       | 16 sierpnia 2009                                                     | Orlando, Floryda     | Impact Zone          | Kurt Angle (c) vs. Matt Morgan vs. Sting 3-Way match o TNA World Heavyweight Championship | [ 6 ]         |
| Hardcore Justice (2010)                   | 8 sierpnia 2010                                                      | Orlando, Floryda     | Impact Zone          | Rob Van Dam vs. Sabu Hardcore Rules match | [ 7 ]         |
| Hardcore Justice (2011)                   | 7 sierpnia 2011                                                      | Orlando, Floryda     | Impact Zone          | Sting (c) vs. Kurt Angle Singles match TNA World Heavyweight Championship | [ 8 ]         |
| Hardcore Justice (2012)                   | 12 sierpnia 2012                                                     | Orlando, Floryda     | Impact Zone          | Austin Aries (c) vs. Bobby Roode Last Chance match o TNA World Heavyweight Championship | [ 9 ]         |
| Impact Wrestling: Hardcore Justice (2013) | 15 sierpnia 2013 (nagranie/emisja na żywo) 22 sierpnia 2013 (emisja) | Norfolk, Wirginia    | Constant Center      | Chris Sabin (c) vs. Bully Ray – Steel Cage match o TNA World Heavyweight Championship (15 sierpnia) The Main Event Mafia i A.J. Styles vs. Aces & Eights – Loser of the Fall Must Leave TNA match (22 sierpnia) | [ 10 ] [ 11 ] |
| Impact Wrestling: Hardcore Justice (2014) | 5 sierpnia 2014 (nagranie) 20 sierpnia 2014 (emisja)                 | Nowy Jork, Nowy Jork | Grand Ballroom       | Bobby Roode vs. Eric Young vs. Gunner vs. Austin Aries vs. Magnus vs. James Storm Six Sides of Steel Cage match o miano pretendenckie do TNA World Heavyweight Championship                                     | [ 12 ]        |
| Impact Wrestling: Hardcore Justice (2015) | 16 marca 2015 (nagranie) 1 maja 2015 (emisja)                        | Orlando, Floryda     | Impact Zone          | Kurt Angle vs. Eric Young Stretcher match | [ 13 ]        |
| Hardcore Justice (2021)                   | 10 kwietnia 2021                                                     | Nashville            | Skyway Studios       | Violent By Design (Eric Young, Joe Doering, Rhino i Deaner) vs. Team Dreamer (Trey Miguel, Rich Swann, Eddie Edwards i Willie Mack) Hardcore War                                                                | [ 14 ]        |

## Wyniki

### 2005
Hard Justice (2005) – gala wrestlingu wyprodukowana przez Total Nonstop Action Wrestling (TNA). Odbyła się 15 maja 2005 w Impact Zone w Orlando na Florydzie. Była to pierwsza gala z cyklu Hardcore/Hard Justice oraz piąte wydarzenie pay-per-view TNA w 2005 roku.
Karta wydarzenia składała się z ośmiu walk oraz jednego starcia podczas pre-showu gali.
| Nr                                                                   | Wyniki | Stypulacje                                                                                   | Czas  |
| -------------------------------------------------------------------- | --- | -------------------------------------------------------------------------------------------- | ----- |
| 1P                                                                   | Shark Boy pokonał Davida Younga                                                                                 | Singles match                                                                                | 6:28  |
| 2                                                                    | Team Canada (Eric Young i Petey Williams) (z Coachem D’Amore) pokonali Apolo i Sonny’ego Siakiego               | Tag Team match                                                                               | 8:06  |
| 3                                                                    | Michael Shane i Trinity pokonali Chrisa Sabina i Traci                                                          | Mixed Tag Team match                                                                         | 10:19 |
| 4                                                                    | Raven pokonał Seana Waltmana                                                                                    | Clockwork Orange House of Fun match                                                          | 13:00 |
| 5                                                                    | Monty Brown i The Outlaw pokonali Diamond Dallas Page’a i Rona Killingsa                                        | Tag Team match                                                                               | 8:55  |
| 6                                                                    | The Naturals (Andy Douglas i Chase Stevens) (c) pokonali America’s Most Wanted (Chrisa Harrisa i Jamesa Storma) | Tag Team match o NWA World Tag Team Championship                                             | 14:10 |
| 7                                                                    | Christopher Daniels (c) pokonał Shockera                                                                        | Singles match o TNA X Division Championship                                                  | 11:58 |
| 8                                                                    | Abyss wygrał walkę, eliminując Rona Killingsa jako ostatniego                                                   | 20-osobowy Gauntlet for the Gold o miano pretendenckie do NWA World Heavyweight Championship | 26:45 |
| 9                                                                    | A.J. Styles pokonał Jeffa Jarretta (c)                                                                          | Singles match o NWA World Heavyweight Championship z Tito Ortizem jako sędzią specjalnym     | 19:30 |
| (c) – mistrz/mistrzyni przed walkąP – walka miała miejsce w pre-show | |                                                                                              |       |

### 2006
Hard Justice (2006) – gala wrestlingu wyprodukowana przez Total Nonstop Action Wrestling (TNA). Odbyła się 13 sierpnia 2006 w Impact Zone w Orlando na Florydzie. Była to druga gala z cyklu Hardcore Justice oraz ósme wydarzenie pay-per-view TNA w 2006 roku.
Karta części głównej wydarzenia zapowiadała dziewięć walk, lecz z powodu awarii pirotechnicznej i ograniczeń czasowych jedna z nich się nie odbyła. Dodatkowe dwa starcia odbyły się podczas pre-showu gali.
| Nr                                                                   | Wyniki                                                                                             | Stypulacje                                                        | Czas  |
| -------------------------------------------------------------------- | -------------------------------------------------------------------------------------------------- | ----------------------------------------------------------------- | ----- |
| 1P                                                                   | Ron Killings pokonał A-1                                                                           | Singles match                                                     | 3:09  |
| 2P                                                                   | Sonjay Dutt i Cassidy Riley pokonali Jimmy’ego Jacobsa i El Diablo                                 | Tag Team match                                                    | 3:08  |
| 3                                                                    | Eric Young pokonał Johnny’ego Devine'a                                                             | Singles match                                                     | 5:47  |
| 4                                                                    | Chris Sabin pokonał Alexa Shelleya (z Kevinem Nashem i Johnnym Devinem)                            | Singles match o miano pretendenckie o TNA X Division Championship | 8:21  |
| 5                                                                    | Abyss (z Jamesem Mitchellem) pokonał Brothera Runta                                                | Singles match                                                     | 6:17  |
| 6                                                                    | Samoa Joe pokonał Rhino i Monty’ego Browna                                                         | Falls Count Anywhere match 3-Way Dance                            | 13:37 |
| 7                                                                    | Gail Kim pokonała Sireldę                                                                          | Singles match                                                     | 4:01  |
| 8                                                                    | Senshi (c) pokonał Peteya Williamsa i Jaya Lethala                                                 | 3-Way Dance o TNA X Division Championship                         | 10:35 |
| 9                                                                    | AJ Styles i Christopher Daniels (c) pokonali The Latin American Exchange (Homicide'a i Hernandeza) | Tag Team match o NWA World Tag Team Championship                  | 14:37 |
| 10                                                                   | Jeff Jarrett (c) (ze Scottem Steinerem) pokonał Stinga (z Christianem Cage’em)                     | Singles match o NWA World Heavyweight Championship                | 15:09 |
| (c) – mistrz/mistrzyni przed walkąP – walka miała miejsce w pre-show | |                                                                   |       |

### 2007
Hard Justice (2007) – gala wrestlingu wyprodukowana przez Total Nonstop Action Wrestling (TNA). Odbyła się 12 sierpnia 2007 w Impact Zone w Orlando na Florydzie. Była to trzecia gala z cyklu Hardcore Justice oraz ósme wydarzenie pay-per-view TNA w 2007 roku.
Karta wydarzenia składała się z dziewięciu starć.
| Nr                                 | Wyniki | Stypulacje | Czas  |
| ---------------------------------- | --- | --- | ----- |
| 1                                  | Jay Lethal i Sonjay Dutt pokonali Chrisa Sabina i Alexa Shelleya oraz Triple X (Christophera Danielsa i Senshiego) (z Elixem Skipperem) | Triple Threat Tag Team match                                                                                                  | 15:50 |
| 2                                  | Kaz pokonał Ravena (z Havokiem i Martyrem)                                                                                              | Singles match | 5:41  |
| 3                                  | James Storm (z Jackie Moore) pokonał Rhino                                                                                              | Bar Room Brawl | 13:15 |
| 4                                  | The Latin American Exchange (Homicide i Hernandez) pokonali The Voodoo Kin Mafię (B.G. Jamesa i Kipa Jamesa) (z Roxy Laveaux)           | Tag Team match | 5:50  |
| 5                                  | Robert Roode (z Ms. Brooks) pokonał Erika Younga                                                                                        | Humiliation match | 9:31  |
| 6                                  | Chris Harris pokonał Black Reigna poprzez dyskwalifikację                                                                               | Singles match | 4:50  |
| 7                                  | The Steiner Brothers (Rick i Scott Steiner) pokonali Team 3D (Brothera Raya i Brothera Devona)                                          | Tag Team match | 11:00 |
| 8                                  | Abyss, Andrew Martin i Sting pokonali Christian's Coalition (Christiana Cage’a, AJ Stylesa i Tomko)                                     | Doomsday Chamber of Blood match                                                                                               | 10:51 |
| 9                                  | Kurt Angle (c) pokonał Samoa Joego (c)                                                                                                  | Singles match o TNA World i IWGP Heavyweight Championship Angle'a oraz TNA X Division i TNA World Tag Team Championship Joego | 18:34 |
| (c) – mistrz/mistrzyni przed walką | | |       |

### 2008
Hard Justice (2008) – gala wrestlingu wyprodukowana przez Total Nonstop Action Wrestling (TNA). Odbyła się 10 sierpnia 2008 w Sovereign Bank Arenie w Newark w New Jersey. Była to czwarta gala z cyklu Hardcore Justice oraz ósme wydarzenie pay-per-view TNA w 2008 roku.
Karta gali oferowała siedem walk.
| Nr                                 | Wyniki | Stypulacje                                                            | Czas  |
| ---------------------------------- | --- | --------------------------------------------------------------------- | ----- |
| 1                                  | Petey Williams (z Rhaką Khan) (c) pokonał Consequences Creeda                                                                                                  | Singles match o TNA X Division Championship                           | 12:30 |
| 2                                  | Gail Kim, ODB i Taylor Wilde pokonały Awesome Kong (z Raishą Saeed) i The Beautiful People (Angelinę Love i Velvet Sky)                                        | Six-Woman Tag Team match                                              | 11:27 |
| 3                                  | Beer Money, Inc. (James Storm i Robert Roode) (z Jacqueline) pokonali The Latin American Xchange (Hernandeza i Homicide'a) (z Héctorem Guerrero i Salinas) (c) | Tag Team match o TNA World Tag Team Championship                      | 14:15 |
| 4                                  | Jay Lethal pokonał Sonjaya Dutta | Black Tie Brawl i Chain match                                         | 11:14 |
| 5                                  | Christian Cage i Rhino pokonali Team 3D (Brothera Devona i Brothera Raya)                                                                                      | New Jersey Street Fight                                               | 15:22 |
| 6                                  | A.J. Styles pokonał Kurta Angle | Last Man Standing                                                     | 24:50 |
| 7                                  | Samoa Joe (c) pokonał Bookera T (z Sharmell) | Six Sides of Steel Weapons match o TNA World Heavyweight Championship | 12:44 |
| (c) – mistrz/mistrzyni przed walką | |                                                                       |       |

### 2009
Hard Justice (2009) – gala wrestlingu wyprodukowana przez Total Nonstop Action Wrestling (TNA). Odbyła się 16 sierpnia 2009 w Impact Zone w Orlando na Florydzie. Była to piąta gala z cyklu Hardcore Justice oraz ósme wydarzenie pay-per-view TNA w 2009 roku.
W karcie gali znalazło się dziewięć walk.
| Nr                                 | Wyniki | Stypulacje                                                              | Czas  |
| ---------------------------------- | --- | ----------------------------------------------------------------------- | ----- |
| 1                                  | Daniels pokonał Suicide'a, Chrisa Sabina, Amazing Reda, Alexa Shelleya, Jaya Lethala, Consequences Creeda i D’Angelo Dinero | Steel Asylum match o miano pretendenckie do TNA X Division Championship | 16:33 |
| 2                                  | Abyss pokonał Jethro Hollidaya (z Dr. Steviem)                                                                              | $50 000 Bounty Challenge                                                | 8:49  |
| 3                                  | Hernandez pokonał Roba Terry’ego (z Brutusem Magnusem i Dougiem Williamsem)                                                 | Singles match o walizkę Feast or Fired Hernandeza                       | 0:09  |
| 4                                  | The British Invasion (Brutus Magnus i Doug Williams) (c) pokonali Beer Money, Inc. (Jamesa Storma i Roberta Roode’a)        | Tag Team match o IWGP Tag Team Championship                             | 8:45  |
| 5                                  | ODB i Cody Deaner pokonali The Beautiful People (Angelinę Love (c) i Velvet Sky) (z Madison Rayne)                          | Tag Team match o TNA Women’s Knockout Championship                      | 7:26  |
| 6                                  | Samoa Joe (z Tazem) pokonał Homicide'a (c) poprzez poddanie                                                                 | Singles match o TNA X Division Championship                             | 8:56  |
| 7                                  | The Main Event Mafia (Booker T i Scott Steiner) (c) (z Sharmell) pokonali Team 3D (Brothera Devona i Brothera Raya)         | Falls Count Anywhere match o TNA World Tag Team Championship            | 13:08 |
| 8                                  | Kevin Nash pokonał Micka Foleya (c)                                                                                         | Singles match o TNA Legends Championship                                | 10:38 |
| 9                                  | Kurt Angle (c) pokonał Stinga i Matta Morgana                                                                               | 3-Way match o TNA World Heavyweight Championship                        | 11:22 |
| (c) – mistrz/mistrzyni przed walką | |                                                                         |       |

### 2010
Hardcore Justice (2010), stylizowane na HardCORE Justice – gala wrestlingu wyprodukowana przez Total Nonstop Action Wrestling (TNA). Odbyła się 8 sierpnia 2010 w Impact Zone w Orlando na Florydzie. Była to szósta gala z cyklu Hardcore Justice oraz ósme wydarzenie pay-per-view TNA w 2010 roku.
W karcie wydarzenia znalazło się siedem walk.
| Nr                                 | Wyniki | Stypulacje                                                    | Czas  |
| ---------------------------------- | --- | ------------------------------------------------------------- | ----- |
| 1                                  | The F.B.I. (Guido Maritato, Tracy Smothers i Tony Luke) (z Sal E. Graziano) pokonali Kida Kasha, Simona Diamonda i Johnny’ego Swingera | 6-Man Tag Team match                                          | 10:45 |
| 2                                  | Too Cold Scorpio pokonał C.W. Andersona                                                                                                | Singles match                                                 | 6:48  |
| 3                                  | Stevie Richards (z Hollywood Novą i The Blue Tillym) pokonał P.J. Polaca                                                               | Singles match                                                 | 6:33  |
| 4                                  | Rhino pokonał Brothera Runta i Al Snowa                                                                                                | 3-Way Dance                                                   | 6:01  |
| 5                                  | Team 3D (Brother Devon i Brother Ray) (z Joelem Gertnerem) pokonali Axla Rottena i Kahoneys                                            | South Philadelphia Street Fight                               | 11:54 |
| 6                                  | Raven pokonał Tommy’ego Dreamera | Final Showdown match z Mickiem Foleyem jako sędzią specjalnym | 16:59 |
| 7                                  | Rob Van Dam (z Billem Alfonso) pokonał Sabu (z Billem Alfonso)                                                                         | Hardcore Rules match                                          | 17:15 |
| (c) – mistrz/mistrzyni przed walką | |                                                               |       |

### 2011
Hardcore Justice (2011) – gala wrestlingu wyprodukowana przez Total Nonstop Action Wrestling (TNA). Odbyła się 7 sierpnia 2011 w Impact Zone w Orlando na Florydzie. Była to siódma gala z cyklu Hardcore Justice oraz ósme wydarzenie pay-per-view TNA w 2011 roku.
Na kartę wydarzenia składało się dziewięć walk.
| Nr                                 | Wyniki | Stypulacje                                           | Czas  |
| ---------------------------------- | --- | ---------------------------------------------------- | ----- |
| 1                                  | Brian Kendrick (c) pokonał Alexa Shelleya i Austina Ariesa                                                  | 3-Way match o TNA X Division Championship            | 13:10 |
| 2                                  | Ms. Tessmacher i Tara (c) pokonały Mexican America (Rositę i Saritę) (z Anarquią i Hernandezem)             | Tag Team match o TNA Knockouts Tag Team Championship | 7:08  |
| 3                                  | D’Angelo Dinero pokonał Devona                                                                              | Singles match Walka Bound for Glory Series           | 9:33  |
| 4                                  | Winter (z Angeliną Love) pokonała Mickie James (c)                                                          | Singles match o TNA Knockouts Championship           | 8:58  |
| 5                                  | Crimson pokonał Roba Van Dama (z Jerrym Lynnem) poprzez dyskwalifikację                                     | Singles match Walka Bound for Glory Series           | 8:40  |
| 6                                  | Fortune (A.J. Styles, Christopher Daniels i Kazarian) pokonali Immortal (Abyssa, Gunnera i Scotta Steinera) | 6-Man Tag Team match                                 | 14:42 |
| 7                                  | Bully Ray pokonał Mr. Andersona                                                                             | Singles match                                        | 10:04 |
| 8                                  | Beer Money, Inc. (c) (Bobby Roode i James Storm) pokonali Mexican America (Anarquię i Hernandeza)           | Tag Team match o TNA World Tag Team Championship     | 10:41 |
| 9                                  | Kurt Angle pokonał Stinga (c)                                                                               | Singles match o TNA World Heavyweight Championship   | 15:22 |
| (c) – mistrz/mistrzyni przed walką | |                                                      |       |

### 2012
Hardcore Justice (2012) – gala wrestlingu wyprodukowana przez Total Nonstop Action Wrestling (TNA). Odbyła się 12 sierpnia 2012 w Impact Zone w Orlando na Florydzie. Była to ósma gala z cyklu Hardcore Justice oraz ósme wydarzenie pay-per-view TNA w 2012 roku.
W karcie wydarzenia znalazło się osiem walk.
| Nr                                 | Wyniki                                                               | Stypulacje                                                                | Czas  |
| ---------------------------------- | -------------------------------------------------------------------- | ------------------------------------------------------------------------- | ----- |
| 1                                  | Chavo Guerrero i Hernandez pokonali Gunnera i Kida Kasha             | Tag Team match                                                            | 9:24  |
| 2                                  | Rob Van Dam pokonał Mr. Andersona i Magnusa                          | Falls Count Anywhere match o 20 punktów w rankingu Bound for Glory Series | 9:14  |
| 3                                  | Devon (c) pokonał Kazariana                                          | Singles match o TNA Television Championship                               | 8:33  |
| 4                                  | Madison Rayne pokonała Miss Tessmacher (c)                           | Singles match o TNA Knockouts Championship                                | 5:56  |
| 5                                  | Bully Ray pokonał Jamesa Storma, Jeffa Hardy’ego i Robbiego E        | Tables match o 20 punktów w rankingu Bound for Glory Series               | 13:45 |
| 6                                  | Zema Ion (c) pokonał Kenny’ego Kinga                                 | Singles match o TNA X Division Championship                               | 11:06 |
| 7                                  | A.J. Styles pokonał Christophera Danielsa, Samoa Joego i Kurta Angle | Ladder match o 20 punktów w rankingu Bound for Glory Series               | 16:22 |
| 8                                  | Austin Aries (c) pokonał Bobby’ego Roode’a                           | Last Chance match o TNA World Heavyweight Championship                    | 24:36 |
| (c) – mistrz/mistrzyni przed walką |                                                                      |                                                                           |       |

### 2013
Hardcore Justice (2013) – gala wrestlingu wyprodukowana przez Total Nonstop Action Wrestling (TNA). Odbyła się 15 sierpnia 2013 w Constant Center w Norfolk w Wirginii. Było to dziewiąte wydarzenie z cyklu Hardcore Justice i pierwsze niebędące galą pay-per-view.
Karta wydarzenia została podzielona do wyemitowania jako dwa odcinki specjalne tygodniówki Impact Wrestling.
15 sierpnia
| Nr                                 | Wyniki                                                          | Stypulacje                                                  | Czas  |
| ---------------------------------- | --------------------------------------------------------------- | ----------------------------------------------------------- | ----- |
| 1                                  | Kazarian pokonał A.J. Stylesa, Austina Ariesa i Jeffa Hardy’ego | Ladder match o 20 punktów w rankingu Bound for Glory Series | 17:45 |
| 2                                  | ODB pokonała Gail Kim i Mickie James                            | 3-Way Hardcore match                                        | 6:50  |
| 3                                  | Bobby Roode pokonał Magnusa, Mr. Andersona i Samoa Joego        | Tables match o 20 punktów w rankingu Bound for Glory Series | 10:25 |
| 4                                  | Bully Ray pokonał Chrisa Sabina (c)                             | Steel Cage match o TNA World Heavyweight Championship       | 18:30 |
| (c) – mistrz/mistrzyni przed walką |                                                                 |                                                             |       |

22 sierpnia
| Nr                                 | Wyniki | Stypulacje                                                  | Czas  |
| ---------------------------------- | --- | ----------------------------------------------------------- | ----- |
| 1                                  | Kazarian i Bobby Roode pokonał Gunnera i Jamesa Storma | Tag Team match                                              | 9:50  |
| 2                                  | Suicide pokonał Sonjaya Dutta | Singles match                                               | 4:35  |
| 3                                  | Joseph Park pokonał Christophera Danielsa, Jaya Bradleya i Hernandeza | Street Fight o 20 punktów w rankingu Bound for Glory Series | 12:05 |
| 4                                  | Gail Kim pokonała ODB | Singles match                                               | 7:00  |
| 5                                  | The Main Event Mafia (Sting, Samoa Joe, Magnus, Rampage Jackson) oraz A.J. Styles pokonali Aces & Eights (Wesa Brisco, Garretta Bischoffa, Devona, Mr. Andersona i Knuxa) | 5-on-5 Tag Team Loser Leaves TNA match                      | 16:45 |
| (c) – mistrz/mistrzyni przed walką | |                                                             |       |

### 2014
Impact Wrestling: Hardcore Justice (2014) – gala wrestlingu wyprodukowana przez Total Nonstop Action Wrestling (TNA), będąca odcinkiem specjalnym tygodniówki Impact Wrestling. Odbyła się 5 sierpnia 2014 w Grand Ballroom w Nowym Jorku i została wyemitowana 20 sierpnia 2014. Było to dziesiąte wydarzenie z cyklu Hardcore Justice.
Karta wydarzenia oferowała pięć walk.
| Nr                                 | Wyniki                                                                             | Stypulacje                                                                                | Czas  |
| ---------------------------------- | ---------------------------------------------------------------------------------- | ----------------------------------------------------------------------------------------- | ----- |
| 1                                  | Bram pokonał Abyssa                                                                | Stairway to Janice match                                                                  | 8:30  |
| 2                                  | Samoa Joe (c) pokonał Low Kiego                                                    | Singles match o TNA X Division Championship                                               | 8:10  |
| 3                                  | Mr. Anderson pokonał Samuela Shawa                                                 | „I Quit” match                                                                            | 5:50  |
| 4                                  | Gail Kim (c) pokonała Angelinę Love                                                | Last Knockout Standing match o TNA Knockouts Championship                                 | 8:20  |
| 5                                  | Bobby Roode i Eric Young pokonali Gunnera, Austina Ariesa, Magnusa i Jamesa Storma | Six Sides of Steel Cage match o miano pretendenckie do TNA World Heavyweight Championship | 12:00 |
| (c) – mistrz/mistrzyni przed walką |                                                                                    |                                                                                           |       |

### 2015
Hardcore Justice (2015) – gala wrestlingu wyprodukowana przez Total Nonstop Action Wrestling (TNA), będąca odcinkiem specjalnym tygodniówki Impact Wrestling. Odbyła się 16 marca 2015 w Impact Zone w Orlando na Florydzie i została wyemitowana 1 maja 2015. Było to jedenaste wydarzenie z cyklu Hardcore Justice.
Karta wydarzenia zapowiadała pięć starć.
| Nr                                 | Wyniki                                                                  | Stypulacje                                 | Czas  |
| ---------------------------------- | ----------------------------------------------------------------------- | ------------------------------------------ | ----- |
| 1                                  | Matt Hardy, Davey Richards i Jeff Hardy pokonali Abyssa, Manika i Khoyę | Street Fight                               | 10:05 |
| 2                                  | Kenny King pokonał Rockstar Spuda (c), Tigre Uno i Mandrewsa            | Ladder match o TNA X Division Championship | 8:00  |
| 3                                  | Taryn Terrell (c) pokonała Brooke                                       | Singles match o TNA Knockouts Championship | 6:15  |
| 4                                  | Drew Galloway pokonał Low Kiego                                         | Pipe on a Pole match                       | 7:30  |
| 5                                  | Eric Young pokonał Kurta Angle                                          | Stretcher match                            | 13:10 |
| (c) – mistrz/mistrzyni przed walką |                                                                         |                                            |       |